# 劉俊豪
劉俊豪（2002年2月20日—）是臺灣的職業棒球選手，守備位置為內野手，目前效力於中華職棒富邦悍將。

## 早期生涯
劉俊豪出生於高雄縣美濃鎮，國小及國中皆於當地就讀；最初，他喜歡的是籃球，後來因有「美濃少棒十年培育計畫」，才加入棒球隊；之後高中時期在高苑工商就讀，在此期間為校隊主力的游擊手，也曾擔任過隊長；在畢業後投入中華職棒選秀會，結果落榜，進入國立體育大學就讀；原本他打算大學三年級再投入選秀，不過隔年他即再次投入選秀，結果再次落榜，使他有放棄從事職業棒球選手的念頭；在落榜後不久，接受了統一7-ELEVEn獅隊的測試，但未通過；隨後接受了富邦悍將自主培訓的邀請。

## 職棒時期
在成為自主培訓球員後不久，便成為正式球員；他選擇85號作為背號，象徵對徐生明教練的感謝；在2022年10月17日，首度於一軍出賽，當年度即得到單場最有價值球員；在2023年球季從一軍開季，開季不久後，於4月11日及12日連續兩場獲得單場最有價值球員，在賽後的活動中，他收到啦啦隊成員慈妹親自送上自己簽名的應援毛巾，此互動受到許多人的關注。於7月31日舉行的中華職棒明星賽，更由慈妹於劉俊豪打擊時親自喊出劉俊豪的應援口號，劉俊豪該打席最終擊出安打，此互動再次引起熱議。

## 職棒生涯成績
| 球季   | 效力球隊 | 出賽數 | 打席 | 打數 | 安打 | 被三振 | 四壞 | 打擊率 |
| ------ | -------- | ------ | ---- | ---- | ---- | ------ | ---- | ------ |
| 2022年 | 富邦悍將 | 7      | 21   | 19   | 7    | 6      | 0    | 0.368  |
| 2023年 | 富邦悍將 | 57     | 185  | 171  | 38   | 40     | 7    | 0.222  |
| 2024年 | 富邦悍將 | 26     | 49   | 42   | 15   | 10     | 4    | 0.357  |
| 合計   | 3年      | 90     | 255  | 232  | 60   | 56     | 11   | 0.259  |

## 外部連結
- 劉俊豪在台灣棒球維基館上的頁面（繁體中文）
- 劉俊豪在中華職棒官網
- 劉俊豪在Baseball-Reference.com（小聯盟以及海外聯盟）（英语）